# 三寶顏人
三寶顏人，是菲律賓和馬來西亞一個以三寶顏城為中心發展而成的克里奧人族群。西班牙普查記錄到，三寶顏市居民中有三分之一人擁有不同程度的西班牙人和拉丁美洲血緣。三寶顏人因他們的文化和歷史遺產，和他們的語言，使他們自別於周圍的族群。

## 起源
在西班牙殖民菲律賓時，為了防止來自蘇祿群島的摩洛人海盜襲擊他們中南部地區，西班牙殖民地政府命令在三寶顏城建造一個軍事堡壘。來自宿霧、甲米地省、保和省、内格罗斯岛和班乃島的居民被帶到三寶顏城幫助修建堡壘。最終，這些人定居在這個城市，與其他族裔群體主要是沙巴人生活在一起，形成三寶顏人的核心，並和來自拉丁美洲的士兵一起生活和結婚，他們創造了一種新的文化，逐漸發展出一種獨特的身份:三寶顏人。
此外，因為這些人來自不同的島嶼，甚至國家，並講不同的語言，他們一起開發了一種新的混合語稱為查瓦卡諾語。然後演變成一個以完整的西班牙語為基礎的克里奧爾語，成為三寶顏市的通用語言，然後是三寶顏共和國的官方語言。

## 文化

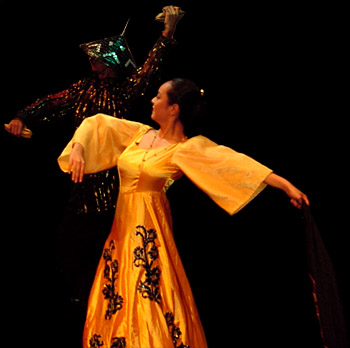
三寶顏人

三寶顏人的性格是獨一無二的，他們的親屬關係家庭系統，對文化遺產的愛，奢侈傾向，節日和午睡和貴族行為在周遭民族也獨一無二。
三寶顏人的傳統是基於歐洲和拉丁美洲的家長權威，禮儀，家庭義務的觀念，以及對他們較少西化的鄰居的過分自豪，虛榮，嫉妒，自誇和欺騙的優越感。他們大多是虔誠的羅馬天主教徒。

## 語言
三寶顏語的前身查瓦卡諾語，是一個90％的傳統西班牙語/卡斯蒂利亞語和10%其他羅曼語與其他語言混合而成的語言。

## 求愛禮儀
三寶顏人的求偶傳統是精心製定的，並由一系列所需的社會恩典進行規範。例如，一個完全受人尊敬的三寶堂紳士不會坐，除非女人的父母允許這樣做。然後不得不忍受關於他的血統，憑證和職業的問題。最後女方家庭所有成員的善意的是最重要的考慮因素，然後才能在求婚中取得進展。

## 節日
三寶顏人多數最皇要的節日是在圣周，和8月15日慶祝1635年三寶顏奠基。